# Contea di Platte (Missouri)
La contea di Platte (in inglese Platte County) è una contea dello Stato del Missouri, negli Stati Uniti. La popolazione al censimento del 2000 era di 73 781 abitanti. Il capoluogo di contea è Platte City.